# Lagostrophus fasciatus
Lagostrophus fasciatus é uma espécie de marsupial da família Macropodidae. É a única espécie descrita para o gênero Lagostrophus. Endêmica da Austrália.